# Episodi di Detective Conan (tredicesima stagione)
Questa è una lista degli episodi della tredicesima stagione della serie anime Detective Conan.

## Lista episodi
| Nº Ja | Nº It | Titolo italiano Giapponese 「Kanji」 - Rōmaji - Traduzione letterale | In onda          | In onda         |
| Nº Ja | Nº It | Titolo italiano Giapponese 「Kanji」 - Rōmaji - Traduzione letterale | Giapponese       | Italiano        |
| 354   | 384   | Segreti e ricatti - prima parte - 「小さな依頼者（前編）」 - Chiisana iraisha (zenpen) – "Un piccolo cliente (prima parte)" | 8 marzo 2004     | 24 ottobre 2007 |
| 354   | 384   | Un giovanissimo attore chiede aiuto a Kogoro per trovare la madre che lo aveva abbandonato appena nato, ma che mensilmente gli invia alcune cartoline. Le indagini di Kogoro e Conan si concentrano su una piccola pensione dove probabilmente lei lavora come inserviente. Durante il soggiorno un giornalista viene assassinato. La prima indiziata è la madre del piccolo attore, perché l'unico indizio che possiede la polizia è una foto dove si vede che l'assassina ha un neo nello stesso punto dove Kazuki ricorda che lo aveva sua madre. Inoltre la colpevole ha anche un movente, perché chi è stata uccisa era intenzionata a scrivere un articolo sull'infanzia del ragazzo. |                  |                 |
| 355   | 385   | Segreti e ricatti - seconda parte - 「小さな依頼者（後編）」 - Chiisana iraisha (kōhen) – "Un piccolo cliente (seconda parte)" | 15 marzo 2004    | 25 ottobre 2007 |
| 355   | 385   | Yokomizo scopre che la colpevole è una donna che lavora nella pensione, ma nessuna delle tre ha un neo nello stesso punto dell'assassina. Alla fine Conan scopre che quello che sembrava un neo nella fotografia in realtà era una macchia di sangue che si era seccata e che la madre del ragazzino è innocente. |                  |                 |
| 356   | 386   | Ladro Kid e la passeggiata nel cielo - prima parte - 「怪盗キッドの驚異空中歩行」 - Kaitō Kiddo no kyōi kūchū hokō – "La miracolosa camminata nell'aria di Kaito Kid [Speciale di 1 ora]" | 12 aprile 2004   | 21 aprile 2009  |
| 356   | 386   | Kid vuole rubare una statua di proprietà di Jirokichi, zio di Sonoko. In un messaggio Kid scrive che sarebbe arrivato camminando. Tutti si aspettano di catturarlo in strada ma, a sorpresa, Kid fa una passeggiata nel cielo fino ad arrivare alla statua. Kid, prima di sparire, annuncia che il giorno seguente alla stessa ora tornerà per rubare la preziosa statua. |                  |                 |
| 356   | 387   | Ladro Kid e la passeggiata nel cielo - seconda parte - 「怪盗キッドの驚異空中歩行」 - Kaitō Kiddo no kyōi kūchū hokō – "La miracolosa camminata nell'aria di Kaito Kid [Speciale di 1 ora]" | 12 aprile 2004   | 22 aprile 2009  |
| 356   | 387   | La sera seguente la scena si ripete e Kid riesce a raggiungere il suo obiettivo. Conan capisce che, per inscenare la camminata nel cielo, Kid ha sfruttato l'elicottero del suo complice con alcuni fili di nylon. L'elicottero non si nota perché è stato reso identico a quelli della polizia che stanno pattugliando il cielo. Conan intercetta Kid e gli impedisce di rubare la statua, ma non riesce a catturarlo. |                  |                 |
| 357   | 388   | Un fidanzato misterioso 「恋人は春のまぼろし」 - Koibito wa haru no maboroshi – "Gli amanti sono illusioni di primavera" | 26 aprile 2004   | 23 aprile 2009  |
| 357   | 388   | Un'amica di Ran viene uccisa con un colpo alla testa mentre sta cenando con il suo fidanzato. Un vicino di casa fornisce un identikit del fidanzato della ragazza che diventa così il primo sospettato. Conan scopre che in realtà la ragazza cenava da sola e che in realtà la cenetta che aveva organizzato era per ricordare il suo fidanzato che era morto tempo prima. Allora la polizia capisce che l'identikit che il suo vicino aveva fornito era falso e che lui è l'assassino. |                  |                 |
| 358   | 389   | Appuntamento al luna park - prima parte - 「本庁の刑事恋物語５（前編）」 - Honchō no keiji koi monogatari go (zenpen) – "Storia d'amore alla centrale di polizia 5 (prima parte)" | 3 maggio 2004    | 24 aprile 2009  |
| 358   | 389   | Conan, Agasa e i Giovani Detective si recano al luna park e qui incontrano Sato e Takagi. Al luna-park ci sono anche molti agenti della centrale che stanno pedinando la coppia. Accidentalmente lo zaino di Takagi viene scambiato con uno zaino pieno di droga. Conan indaga per scoprire a chi appartiene. L'unico indizio è che il proprietario è uno sportivo mancino. |                  |                 |
| 359   | 390   | Appuntamento al luna park - seconda parte - 「本庁の刑事恋物語５（後編）」 - Honchō no keiji koi monogatari go (kōhen) – "Storia d'amore alla centrale di polizia 5 (seconda parte)" | 10 maggio 2004   | 27 aprile 2009  |
| 359   | 390   | L'uomo viene trovato da Conan osservando le foto delle giostre. La polizia decide di seguire il corriere per scoprire a chi era destinato il carico di droga. Sato e Takagi riescono ad arrestarlo. Quando avviene l'arresto i due si ritrovano davanti alla ruota panoramica dove aveva perso la vita Matsuda. Alla vista della ruota Sato scoppia in lacrime e chiede a Takagi di prometterle che lui non la lascerà mai. |                  |                 |
| 360   | 391   | Il mistero dello scarabeo 「不思議な春のかぶと虫」 - Fushigi na haru no kabutomushi – "Un misterioso maggiolino" | 17 maggio 2004   | 28 aprile 2009  |
| 360   | 391   | Un uomo che organizzava traffici clandestini di insetti rari viene assassinato nel suo negozio. Conan, i Giovani Detective, Sato e Takagi si recano a Gunma dove si trova la sede principale del negozio. In questo caso Sato e Takagi si trovano a collaborare con Yamamura. Conan scopre come l'uomo è stato ucciso e chi è l'assassino. |                  |                 |
| 361   | 392   | Il fantasma del liceo Teitan - prima parte - 「帝丹高校学校怪談（前編）」 - Teitan kōkōgakkō kaidan (zenpen) – "La storia di fantasmi del liceo Teitan (prima parte)" | 24 maggio 2004   | 29 aprile 2009  |
| 361   | 392   | Conan, Ran, Sonoko e Araide (rientrato in città dopo la fuga di Vermouth) indagano sulla comparsa al liceo Teitan del fantasma di uno studente morto cadendo dalle scale. Araide riferisce a Conan di essere rientrato dall’America, dove si era trasferito su richiesta di Jodie per permettere a una criminale di prendere la sua identità in modo che l’FBI potesse spiare le sue mosse. A un certo punto il banco del ragazzo morto anni prima, che era nel magazzino della scuola, viene ritrovato nel cortile asciutto nonostante poco prima avesse piovuto. |                  |                 |
| 362   | 393   | Il fantasma del liceo Teitan - seconda parte - 「帝丹高校学校怪談（後編）」 - Teitan kōkōgakkō kaidan (kōhen) – "La storia di fantasmi del liceo Teitan (seconda parte)" | 31 maggio 2004   | 30 aprile 2009  |
| 362   | 393   | Conan scopre chi è che inscenava la presenza del fantasma e utilizza la voce di Sonoko per spiegare a tutti l'accaduto. Conan si chiede perché Vermouth non abbia cercato Ai alle superiori, e perché, qualora avesse saputo che era tornata bambina, non l'abbia trovata subito accorgendosi di un nuovo arrivo alla scuola elementare Teitan di cui Araide è medico, oltre che del liceo. Alla fine della puntata Araide chiama Jodie e le dice che, a giudicare dai commenti dei suoi pazienti, Vermouth che aveva preso il suo posto non sembrava una persona malvagia. Jodie si mostra molto infastidita dal commento di Araide. |                  |                 |
| 363   | 394   | La nonna dei corvi 「都会のカラス」 - Tokai no karasu – "I corvi della città" | 7 giugno 2004    | 1º maggio 2009  |
| 363   | 394   | Una signora anziana viene ritrovata morta dopo essere stata colpita in testa da un vaso. Tutto fa supporre che si tratti di un incidente, ma Conan è incuriosito dal fatto che il corpo della donna ha una mano sotto un frigorifero abbandonato depositato molto lontano rispetto alla spazzatura. Inoltre non era molto amata dai vicini a causa del suo vizio di frugare nella spazzatura altrui e i segni sul cadavere non sono compatibili con un evento accidentale. Conan riesce a scoprire che l'assassino è tra i vicini della signora. |                  |                 |
| 364   | 395   | Coincidenze - prima parte - 「シンクロにシティ事件（前編）」 - Synchronicity (shinkuronishiti) jiken (zenpen) – "Un caso di sincronismo (prima parte)" | 14 giugno 2004   | 4 maggio 2009   |
| 364   | 395   | Un uomo che Kogoro stava pedinando aggredisce una donna e poi cade dal cornicione di un balcone e muore. Alla stessa ora suo fratello gemello muore durante una rapina. Queste due morti sembrano essere una spiacevole coincidenza ma Conan sospetta che gli eventi siano correlati. |                  |                 |
| 365   | 396   | Coincidenze - seconda parte - 「シンクロにシティ事件（後編）」 - Synchronicity (shinkuronishiti) jiken (kōhen) – "Un caso di sincronismo (seconda parte)" | 21 giugno 2004   | 5 maggio 2009   |
| 365   | 396   | Conan scopre il piano degli assassini e il modo in cui le vittime sono state eliminate. Infatti due uomini si erano accordati per scambiarsi gli omicidi ma, mentre il primo omicidio va a segno, la persona che doveva uccidere la donna era morta prima di portare a compimento il suo proposito. |                  |                 |
| 366   | 397   | Tragedia in mezzo al mare - prima parte - 「丸見え埠頭の惨劇（前編）」 - Marumie futō no sangeki (zenpen) – "Tragedia al molo in piena vista (prima parte)" | 5 luglio 2004    | 6 maggio 2009   |
| 366   | 397   | Agasa porta Conan, Ai e i Giovani Detective a pescare. Purtroppo i ragazzi non riescono a prendere nulla. A fine giornata uno dei pescatori che si trova accanto ai ragazzi ha un malore. |                  |                 |
| 367   | 398   | Tragedia in mezzo al mare - seconda parte - 「丸見え埠頭の惨劇（後編）」 - Marumie futō no sangeki (kōhen) – "Tragedia al molo in piena vista (seconda parte)" | 12 luglio 2004   | 7 maggio 2009   |
| 367   | 398   | Conan cerca di soccorrere l'uomo con la respirazione artificiale. Successivamente si scopre che è stato avvelenato. Conan esclude che il veleno sia stato ingerito perché, se così fosse, anche lui sarebbe stato male. Il veleno è stato introdotto nel corpo dell'uomo per mezzo di un amo da pesca con la punta avvelenata. Conan scopre che l'ha avvelenato un altro pescatore. L'uomo, una volta arrivato in ospedale, si riprende. |                  |                 |
| 368   | 399   | La strega della casa di dolci 「魔女の棲むお菓子の家」 - Majo no sumu okashi no ie – "La casa di dolci in cui vive la strega" | 26 luglio 2004   | 8 maggio 2009   |
| 368   | 399   | Conan, Ran e Sonoko si recano a un'esposizione di dolci. Mentre Sonoko si abbuffa la direttrice dell'evento viene uccisa e i tre pasticcieri più famosi diventano automaticamente sospettati in quanto non possiedono un alibi e hanno tutti un movente. Conan scopre che chi l'ha uccisa ha nascosto l'arma del delitto in un dolce. |                  |                 |
| 369   | 400   | Fortuna al gioco 「ツイてる男のサスペンス」 - Tsuiteru otoko no sasupensu – "Suspense di un uomo fortunato" | 2 agosto 2004    | 11 maggio 2009  |
| 369   | 400   | Un medico diventa famoso nel suo quartiere perché in una settimana ha vinto ben tre premi a tre concorsi differenti. Conan si insospettisce perché l'uomo è famoso anche per avere vinto a un concorso per il quale non è ancora avvenuta l'estrazione. Conan teme che i concorsi siano stati truccati. |                  |                 |
| 370   | 401   | Il videogioco rivelatore 「逃げ回るゲームソフト」 - Nigemawaru gēmusofuto – "Scappare in un software di gioco" | 9 agosto 2004    | 12 maggio 2009  |
| 370   | 401   | Genta entra in possesso per sbaglio di un CD sul quale è inciso il video dell'omicidio di un uomo. L'assassino vuole recuperare il filmato e inizia a pedinare i ragazzi. |                  |                 |
| 371   | 402   | Strike! Battitore eliminato - prima parte - 「物言わぬ航路（前編）」 - Mono iwanu kōro (zenpen) – "Una rotta senza reclamo (prima parte)" | 23 agosto 2004   | 13 maggio 2009  |
| 371   | 402   | Kogoro viene invitato a partecipare a una trasmissione televisiva insieme a un campione di baseball. All'arrivo in aeroporto, a Okinawa, Conan, Ran e Kogoro vengono accolti da un tecnico del programma. Il gruppo attende l'arrivo del presentatore (che ha preso un altro aereo) e con lui si dirigono verso il luogo dell'appuntamento. Durante il tragitto viene trovato il cadavere dello sportivo. I sospetti di Conan ricadono sul presentatore e Conan, vedendo il sospettato telefonare, ha una strana sensazione: ricorda Vermouth che contattava il suo capo. |                  |                 |
| 372   | 403   | Strike! Battitore eliminato - seconda parte - 「物言わぬ航路（後編）」 - Mono iwanu kōro (kōhen) – "Una rotta senza reclamo (seconda parte)" | 30 agosto 2004   | 14 maggio 2009  |
| 372   | 403   | Conan sospetta che il giocatore di baseball sia stato ucciso dal presentatore, ma l'uomo è arrivato con l'unico aereo proveniente dalla sua città di residenza dopo l'ora del delitto e di notte non si è mosso dalla sua stanza d'albergo. Pur avendo un alibi di ferro l'uomo viene incastrato dalle osservazioni di Conan. |                  |                 |
| 373   | 404   | Una trappola più letale del veleno 「猛毒蜘蛛の罠」 - Mōdoku kumo no wana – "La trappola del ragno velenoso" | 6 settembre 2004 | 15 maggio 2009  |
| 373   | 404   | I Govani Detective, mentre giocano a pallone, incontrano alcuni studenti universitari che studiano gli aracnidi e una giornalista che sta per pubblicare un articolo su questi animali. Quando uno studente contatta il suo professore quest'ultimo afferma di essere stato punto da una vedova nera. L'uomo non riesce a iniettarsi il siero antiveleno e muore. |                  |                 |
| 374   | 405   | Un codice da svelare - prima parte - 「星と煙草の暗号（前編）」 - Hoshi to tabako no angō (zenpen) – "Il codice delle stelle e del tabacco (prima parte)" | 18 ottobre 2004  | 18 maggio 2009  |
| 374   | 405   | I Giovani Detective e Agasa si recano in una pensione sui monti per ammirare le stelle. Conan chiede ad Agasa a chi avesse potuto telefonare il presentatore e Agasa gli parla di un amico del presentatore che vive a Kurayoshi, nella prefettura di Tottori. Conan non vuole dire ad Ai perché è interessato a questo, ma lei è stupita di vederlo fare queste domande. Durante una passeggiata per il bosco Agasa e i ragazzi trovano uno scheletro umano con accanto alcune sigarette. |                  |                 |
| 375   | 406   | Un codice da svelare - seconda parte - 「星と煙草の暗号（后編）」 - Hoshi to tabako no angō (kōhen) – "Il codice delle stelle e del tabacco (seconda parte)" | 25 ottobre 2004  | 19 maggio 2009  |
| 375   | 406   | Le ossa probabilmente appartengono a uno studente scomparso anni prima. Durante la notte un altro ospite viene ucciso e inoltre le linee telefoniche vengono interrotte. Al termine del caso Conan osserva Yamamura mentre compone un numero sul suo cellulare e gli chiede chi sta chiamando: l'agente risponde che sta chiamando sua nonna che si trova nella prefettura di Tottori; il bambino appare molto stupito mentre Ai lo osserva guardinga. |                  |                 |
| 376   | 407   | Salvataggio entro le ore 15:00 「タイムリミットは15時！」 - Time limit (taimu rimitto) wa jūgo-ji! – "Il limite di tempo è le ore 15!" | 1º novembre 2004 | 20 maggio 2009  |
| 376   | 407   | Conan, Agasa, i Giovani Detective, Ran e Ai decidono di organizzare un picnic in campagna, al villaggio Omadai, nella prefettura di Yamanashi. Dopo pranzo Ran va a riposare e, a causa di uno scambio di persona, un uomo la rapisce. Conan e gli altri hanno tempo fino alle 15:00 per salvarla lungo il fiume, prima che venga sommersa dalla scaricamento idrico del bacino della diga di Okumadai. |                  |                 |
| 377   | 408   | Il mistero delle capsule del tempo - prima parte - 「桃太郎謎解きツアー（前編）」 - Momotarō nazotoki tsuā (zenpen) – "Il tour misterioso di Momotaro (prima parte)" | 8 novembre 2004  | 21 maggio 2009  |
| 377   | 408   | I Giovani Detective in compagnia di Agasa si recano nella prefettura di Okayama per visitare alcuni musei. Qui conoscono un gruppo di ragazzi, amici di infanzia, che si sono riuniti per festeggiare il matrimonio tra due di loro. I ragazzi notano un contenitore che galleggia nell'acqua e scoprono che all'interno si trova un messaggio segreto. Conan decifra il codice che rimanda a un altro contenitore. I Giovani Detective intraprendono quindi una specie di caccia al tesoro che si interrompe bruscamente quando Ayumi rinviene il cadavere di una delle componenti del gruppo accanto a uno dei luoghi in cui era presente una delle capsule del tempo. |                  |                 |
| 378   | 409   | Il mistero delle capsule del tempo - seconda parte - 「桃太郎謎解きツアー（后編）」 - Momotarō nazotoki tsuā (kōhen) – "Il tour misterioso di Momotaro (seconda parte)" | 15 novembre 2004 | 22 maggio 2009  |
| 378   | 409   | Conan scopre che le capsule del tempo erano state create dal gruppo quando i ragazzi frequentavano le scuole elementari e che ognuno di essi aveva sotterrato uno dei contenitori altrui. Un ragazzo era morto poco dopo a causa di un incidente stradale. Conan è convinto che le due morti siano correlate. |                  |                 |
| 379   | 410   | Omicidio alle terme - prima parte - 「秘湯雪闇振袖事件（前編）」 - Hitō yuki yami furisode jiken (zenpen) – "Il caso della manica del kimono nella sorgente termale nascosta (prima parte)" | 22 novembre 2004 | 25 maggio 2009  |
| 379   | 410   | Kogoro, Ran e Conan trascorrono una serata alle terme. Durante la notte due donne vengono trovate morte in due differenti parti dell'albergo e i cadaveri sembrano avere subito la vendetta del "demone del kimono", una leggenda diffusa in quel luogo. |                  |                 |
| 380   | 411   | Omicidio alle terme - seconda parte - 「秘湯雪闇振袖事件（后編）」 - Hitō yuki yami furisode jiken (kōhen) – "Il caso della manica del kimono nella sorgente termale nascosta (seconda parte)" | 29 novembre 2004 | 26 maggio 2009  |
| 380   | 411   | Conan scopre che il movente può essere collegato al suicidio avvenuto tempo prima di una ragazza che conosceva entrambe le vittime. |                  |                 |
| 381   | 412   | Una sfida insolita - prima parte - 「どっちの推理ショー（前編）」 - Docchi no suiri shō (zenpen) – "Lo show di deduzioni di chi? (prima parte)" | 6 dicembre 2004  | 27 maggio 2009  |
| 381   | 412   | Heiji e Kazuha si recano a Tokyo. Heiji vuole andare a vedere la partita di baseball mentre Kazuha vorrebbe assistere a uno spettacolo teatrale. Kogoro decide allora di organizzare una gara di deduzioni: chi riuscirà a effettuare le deduzioni più corrette circa un caso di omicidio avvenuto poco tempo prima sceglierà il luogo. |                  |                 |
| 382   | 413   | Una sfida insolita - seconda parte - 「どっちの推理ショー（后編）」 - Docchi no suiri shō (kōhen) – "Lo show di deduzioni di chi? (seconda parte)" | 13 dicembre 2004 | 28 maggio 2009  |
| 382   | 413   | Il presidente di una società di giocattoli è stato ucciso nel suo ufficio. Heiji e Conan decidono di fare vincere la squadra di Kazuha, Ran e Kogoro ma, alla fine, l'entusiasmo di Heiji ha il sopravvento. |                  |                 |
| 383   | 414   | Pericolo allo stadio - prima parte - 「甲子園の奇跡!見えない悪魔に負けず嫌い」 - Kōshien no kiseki! Mienai akuma ni makezu girai – "Miracolo al Koshien! I coraggiosi affrontano il demone oscuro [Speciale di due ore]" | 20 dicembre 2004 | 29 maggio 2009  |
| 383   | 414   | Conan, Kogoro, Ran, Kazuha ed Heiji sono allo stadio e stanno assistendo a una partita dei campionati giovanili di baseball. |                  |                 |
| 383   | 415   | Pericolo allo stadio - seconda parte - 「甲子園の奇跡!見えない悪魔に負けず嫌い」 - Kōshien no kiseki! Mienai akuma ni makezu girai – "Miracolo al Koshien! I coraggiosi affrontano il demone oscuro [Speciale di due ore]" | 20 dicembre 2004 | 1º giugno 2009  |
| 383   | 415   | Conan sente un cellulare squillare. Heiji risponde e sente la voce di una persona che minaccia di togliersi la vita facendo saltare in aria l'intero stadio. Egli vuole sfidare i detective a trovare un altro cellulare nascosto nello stadio: se non riusciranno a rinvenire il secondo telefono entro la fine del terzo inning l'uomo metterà in atto i suoi propositi. Sul cellulare arriva un sms con un indizio. |                  |                 |
| 383   | 416   | Pericolo allo stadio - terza parte - 「甲子園の奇跡!見えない悪魔に負けず嫌い」 - Kōshien no kiseki! Mienai akuma ni makezu girai – "Miracolo al Koshien! I coraggiosi affrontano il demone oscuro [Speciale di due ore]" | 20 dicembre 2004 | 2 giugno 2009   |
| 383   | 416   | Heiji e Conan decifrano l'indizio e iniziano a cercare il terzo cellulare mentre la partita continua. I due riescono a trovare il telefono sul quale ricevono un sms con un altro indizio che però risulta più complicato da decifrare. Si scopre anche che l'uomo che ha posizionato le bombe è il padre di un giocatore di baseball liceale che sognava di giocare in quello stadio ma è tragicamente morto in un incidente stradale. |                  |                 |
| 383   | 417   | Pericolo allo stadio - quarta parte - 「甲子園の奇跡!見えない悪魔に負けず嫌い」 - Kōshien no kiseki! Mienai akuma ni makezu girai – "Miracolo al Koshien! I coraggiosi affrontano il demone oscuro [Speciale di due ore]" | 20 dicembre 2004 | 3 giugno 2009   |
| 383   | 417   | Heiji e Conan riescono a decifrare anche l'ultimo indizio e individuano così l'attentatore prima del termine della partita. |                  |                 |
| 384   | 418   | Goro è in pericolo! 「標的（ターゲット）は毛利小五郎」 - Target (tāgetto) wa Mōri Kogorō – "L'obiettivo è Kogoro Mori" | 17 gennaio 2005  | 4 giugno 2009   |
| 384   | 418   | Kogoro passa una serata al bar e, ubriaco, non si accorge di avere preso per sbaglio la giacca di uno degli altri avventori del locale. Da quel momento Kogoro diventa vittima di una serie di incidenti. Tutti pensano che si tratti di uno scambio di persona e cercano informazioni sul proprietario della giacca. |                  |                 |
| 385   | 419   | La maledizione del violino - prima parte - 「ストラディバリウスの不協和音（前奏曲）」 - Sutoradibariusu no fukyōwaon (zen sōkyoku) – "La disarmonia dello Stradivari (Preludio)" | 24 gennaio 2005  | 5 giugno 2009   |
| 385   | 419   | Conan scopre che 0858, il prefisso di Kurayoshi e Yazu, due città della prefettura di Tottori, produce con i tasti del cellulare le note di una famosa melodia che aveva sentito sia quando Vermouth aveva contattato il capo dell'Organizzazione, sia quando Yamamura aveva chiamato sua nonna, ma non ricorda quale possa essere la melodia. Conan vuole approfittare del fatto che Kogoro sia stato chiamato a prestare servizio presso una famiglia di musicisti per chiedere notizie sulla melodia. Kogoro è stato contattato da una ragazza che chiede al detective di essere protetta da una maledizione che sembra gravare sullo Stradivari di proprietà della sua famiglia. All'improvviso nella dépendance della villa scoppia un incendio.                                                      |                  |                 |
| 386   | 420   | La maledizione del violino - seconda parte - 「ストラディバリウスの不協和音（事件編）」 - Sutoradibariusu no fukyōwaon (kan sōkyoku) – "La disarmonia dello Stradivari (intermezzo)" | 31 gennaio 2005  | 8 giugno 2009   |
| 386   | 420   | Nell'incendio perde la vita lo zio della ragazza, mentre sua nonna viene tratta in salvo. Conan trova alcuni indizi che gli fanno sospettare che l'incendio abbia natura dolosa. I componenti della famiglia decidono di suonare un requiem per loro zio, ma, durante l'esecuzione, la nonna precipita dalla finestra e muore. Anche questo avvenimento sembra un incidente, ma Conan non ne è convinto. |                  |                 |
| 387   | 421   | La maledizione del violino - terza parte - 「ストラディバリウスの不協和音（事件編）」 - Sutoradibariusu no fukyōwaon (kō sōkyoku) – "La disarmonia dello Stradivari (ultimo atto)" | 7 febbraio 2005  | 9 giugno 2009   |
| 387   | 421   | Conan riesce a capire chi ha compiuto gli omicidi. L'assassino cerca di uccidersi ma Conan, intuendo le sue intenzioni, predispone una contromossa che gli impedisce di sfuggire alla cattura. Conan, grazie anche all'aiuto del colpevole, scopre che la melodia prodotta dai tasti è Nanatsu no ko (七つの子? "I sette bambini", anche detta “I sette piccoli di corvo”). |                  |                 |
| 388   | 422   | Mistero in distilleria - prima parte - 「薩摩に酔う小五郎（前編）」 - Satsuma ni yō Kogorō (zenpen) – "Kogoro si ubriaca a Satsuma (prima parte)" | 14 febbraio 2005 | 10 giugno 2009  |
| 388   | 422   | Kogoro viene invitato a una trasmissione televisiva per parlare di un liquore di una particolare zona del Giappone. Successivamente viene condotto a visitare una distilleria. Qui conosce tutte le persone che lavorano in questa piccola azienda artigianale, compreso il direttore che vuole aumentare la produzione a discapito della qualità. L'uomo vuole convincere Kogoro a fare da testimonial al prodotto, ma la moglie del proprietario dell'azienda lo convince a rifiutare. Quando lei e Kogoro raggiungono la casa del direttore per comunicare la decisione vengono rinvenute tracce di sangue. Inizialmente si pensa che l'uomo sia stato rapito ma, alcuni giorni dopo, una telefonata anonima segnala la presenza del cadavere del direttore in un luogo non distante dalla distilleria. |                  |                 |
| 389   | 423   | Mistero in distilleria - seconda parte - 「薩摩に酔う小五郎（後編）」 - Satsuma ni yō Kogorō (kōhen) – "Kogoro si ubriaca a Satsuma (seconda parte)" | 21 febbraio 2005 | 11 giugno 2009  |
| 389   | 423   | I sospetti della polizia ricadono sulle persone che lavorano nella distilleria. Conan, fingendosi Kogoro, telefona alla polizia scientifica e ottiene alcune informazioni che gli consentono di risolvere il caso. |                  |                 |